# Базилевские
Базилевские (пол. Bazylewscy, укр. Базилевські) — дворянские роды различного происхождения.
В России существуют несколько родов:
1. Потомство Анисима Базилевского, жившего в половине XVII века (Герб. Часть IX. № 102).
2. Потомство Лукьяна Базилевского, жившего в начале XVIII века (в Гербовник не внесены).
3. Потомство Фёдора Ивановича Базилевского, пожалованного дворянством и гербом (15 мая 1835)[2].

## Дворяне Киевской губернии
По словам Е. П. Карновича, простые казаки Василенко, принявшие польско-шляхетскую фамилию Базилевских, принадлежали к числу богатейших людей Малороссии. Родовые богатства были собраны преимущественно двумя братьями, Фёдором, сотником остаповским в 1738 году, и Иваном, сотником белоцерковским в 1737—1749 гг., за сыновьями которого осталось 10634 душ обоего пола. Фёдор и Иван Базилевские покупали земли в тех местах, где, при безурядице малороссийской администрации в XVIII веке, было сильно их служебное влияние. В 1789 г. жители села Турбаи (одного из двенадцати, принадлежавших Базилевским) взбунтовались и убили своих помещиков — двух братьев Базилевских и их сестру.
Внук Фёдора Базилевского,  Иван Андреевич, (1789—1845) полковник в отставке, действительный статский советник, участник Наполеоновских войн. Его сын, Пётр Иванович (1829—1883), гродненский губернатор. Племянник, Александр Петрович (1829—1899) — коллекционер произведений искусства, меценат и дипломат. Сын последнего, Пётр Александрович (1855—1920) последний предводитель дворянства Московской губернии.
По указу императрицы Екатерины II Алексеевны (от 11 июля 1777), Правительствующий сенат пожаловал полковника Ивана Базилевского с братьями, за их службу и службу предков — деревнями. Киевским дворянским депутатским собранием, данный род внесён в VI-ю часть (древнее дворянство) дворянской родословной книги Киевской губернии.
- Базилевский, Василий Анисимович (?—1709) — сотник белоцерковский, миргородский полковой обозный.
  - Базилевский, Лаврентий Васильевич (?—1747) — сотник белоцерковский (1701—1732).
    - Базилевский, Фёдор Лаврентьевич (? — до 1760) — сотник остаповский (1731—1738).
      - Базилевский, Григорий Фёдорович (? — до 1803) — коллежский асессор, остаповский земский судья (1764).
      - Базилевский, Иван Фёдорович (1739 — после 1803) — отставной подполковник (1803).
      - Базилевский, Фёдор Фёдорович (1744 — после 1803) — надворный советник, миргородский полковой судья (1773).
      - Базилевский, Пётр Фёдорович (? — до 1803) — майор.
      - Базилевский, Андрей Фёдорович (1754 — после 1803) — коллежский асессор, полтавский уездный предводитель дворянства (1795).
        - Базилевский, Иван Андреевич (1789—1845) — действительный статский советник, полковник.
          - Базилевский, Аким Иванович — штабс-капитан, кавалер ордена св. Георгия 4-й степени
          - Базилевский, Пётр Иванович (1829—1883) — гродненский губернатор, действительный статский советник.
            - Базилевская, Наталья Петровна (1847—1933) — жена поэта А. Р. Церетели и мать антрепренёра А. А. Церетели.
            - Базилевская, Евдокия Петровна (1854—?) — жена П. П. Донаурова, сына сенатора П. М. Донаурова, позже жена сенатора Н. М. Клингенберга.

          - Базилевский, Александр Иванович (1835 — после 1874) — полковник лейб-гвардии Конного полка (1870).
            - Базилевский, Владимир Александрович (1871—1934) — подполковник, участник Первой мировой войны и Белого движения[4].
            - Базилевский, Александр Александрович (1872—?) — ротмистр[5].
              - Базилевский, Сергей Александрович (1900—1991) — учёный-кораблестроитель.
              - Базилевская, Нина Александровна (1902—1997) — учёный-ботаник, доктор биологических наук.

          - Базилевская, Мария Ивановна (1840—1891) — жена доктора медицины и предводителя дворянства Полтавской губернии Н. А. Долгорукова.
          - Базилевский, Григорий Иванович (1842—1892) — корнет.

        - Базилевский, Пётр Андреевич (1795—?) — коллежский советник, камергер.
          - Базилевский, Александр Петрович (1829—1899) — дипломат, коллекционер, меценат.
            - Базилевский, Пётр Александрович (1855—1920) — московский губернский предводитель дворянства.
              - Базилевская, Елена Петровна (1885—1958) — жена историка Л. М. Сухотина, сына М. С. Сухотина.
              - Базилевская, Вера Петровна (1892—1968) — жена лингвиста Н. С. Трубецкого.

      - Базилевский, Степан Фёдорович (? — до 1803) — надворный советник, прокурор Киевского губернского магистрата.
        - Базилевский, Пётр Степанович (1796—?) — камергер.

      - Базилевский, Иван Фёдорович (? — до 1803) — прокурор Киевской верхней расправы.

    - Базилевский, Иван Лаврентьевич (? — после 1749) — сотник белоцерковский (1737—1749)

### Описание герба
Герб этого рода: в щите, имеющем голубое поле, изображен золотой крест и под ним подкова, шипами обращенная вверх. Щит увенчан дворянскими шлемом и короною, на поверхности которой находится птица ворон, держащий в лапе подкову с крестом, как в щите означено. Намёт на щите голубой, подложен золотом. Герб рода Базилевских внесен в Часть 9 Общего гербовника дворянских родов Всероссийской империи, стр. 102.

## Дворяне Воронежской губернии
Родоначальник Лукьян Базилевский, жил в начале XVIII столетия. Его сын Исай Лукьянович, служил в военной службе и убит пугачёвцами в Казани (1774). Василий Исаевич, правитель канцелярии военного министра и надворный советник (1802), коллежский советник (1811), председатель курской уголовной и гражданской палат (1829). Павел Васильевич — генерал-майор.
- Базилевский, Василий Исаевич (1768 — после 1835) — коллежский советник, председатель Курской уголовной и гражданской палаты (1829).
  - Базилевский, Николай Васильевич (1798 — после 1859) — генерал-майор.
    - Базилевский, Михаил Николаевич (1843—1903) — генерал-лейтенант.
    - Базилевский, Владимир Николаевич (1844—1898) — генерал-майор.
      - Базилевская, Софья Владимировна (1878—1919) — жена статского советника Г. Г. Карцова и мать историка В. Г. Карцова.

    - Базилевский, Павел Николаевич (1846—1877) — капитан лейб-гвардии Егерского полка.

  - Базилевский, Евгений Васильевич (1806—1862) — надворный советник, усманский городничий.
    - Базилевский, Евгений Евгеньевич (1848—1902) — военный юрист, генерал-майор.
      - Базилевский, Михаил Евгеньевич (1883—1948) — поручик лейб-гвардии Преображенского полка.
      - Базилевская, Ольга Евгеньевна (1886—?), жена генерал-лейтенанта Н. В. Ивашинцова.

    - Базилевский, Платон Евгеньевич (1856—1916) — военный инженер и архитектор, генерал-лейтенант.
      - Базилевский, Владимир Платонович (1889—1959) — артист МХАТа.
        - Базилевский, Андрей Владимирович (1922—2016) — тренер по лёгкой атлетике, заслуженный тренер СССР.

  - Базилевский, Павел Васильевич (1808—1880) — генерал-майор.
    - Базилевский, Леонид Павлович (1839 — после 1900) — майор.

Герб этого рода сходен с гербом дворян Киевской губернии.

## Дворяне Оренбургской губернии
Южноуральский род ведёт происхождение от Фёдора Ивановича Базилевского (1772—1848), дьякона, потом священника, протоиерея при Богородицкой церкви г. Стерлитамака и благочинного Стерлитамакского уезда. Жалован дипломом на потомственное дворянское достоинство и гербом (27.05.1835), по ордену Святого Владимира 4-й степени полученного (26 февраля 1827). Один из сыновей его, Иван Фёдорович (1791—1876), действительный статский советник, был золотопромышленником и откупщиком, чем составил себе громадное состояние; он много жертвовал на полезные предприятия всякого рода. Им построена обсерватория при его доме, на Петербургской стороне, на берегу Невки в С-Петербурге.
- Базилевский, Фёдор Иванович (1772—1848) — протоиерей при Богородицкой церкви Стерлитамака и стерлитамакский уездный благочинный.
  - Базилевский, Иван Фёдорович (1791—1878) — золотопромышленник, меценат, действительный статский советник.
    - Базилевский, Фёдор Иванович (1834—1895) — тайный советник.
    - Базилевский, Виктор Иванович (1840—1929) — золотопромышленник, геолог.
      - Базилевский, Николай Викторович (1879—1923) — географ.
      - Базилевский, Глеб Викторович (1894—1952) — поручик, участник Белого движения.
      - Базилевский, Александр Викторович (1896 — после 1943) — офицер, участник Белого движения.
      - Базилевский, Иван Викторович (1898—1989) — поэт и офицер, участник Белого движения.

  - Базилевский, Александр Фёдорович (1796—1848) — благочинный Бугурусланского уезда, протоиерей лейб-гвардии Павловского полка.
  - Базилевский, Пётр Фёдорович (1800 — после 1847) — отставной коллежский асессор.
  - Базилевский, Виктор Фёдорович (1801—1859) — коллежский асессор.
    - Базилевский, Иван Викторович (1848—1908) — камергер.

### Описание герба
Щит разделён горизонтально на две части, а верхняя часть разделена на два поля, в правом, красном поле, зелёный дубовый венок в котором находится золотое Евангелие и до половины виден золотой крест. В левом, голубом поле, шести угольная золотая звезда. В нижней части, в золотом поле — улей, вокруг которого четыре летящие пчелы. На шлеме дворянская корона с тремя страусовыми перьями. Намёт: справа голубой, подложен серебром, а слева красный, подложен золотом.